# Notarfachwirt
Der Notarfachwirt ist eine Berufsbezeichnung für besonders qualifizierte Mitarbeiter in Notarbüros, analog dem  Rechtsfachwirt. Im Notarbereich fehlt es noch an einer bundeseinheitlichen Ausbildungs- und Prüfungsverordnung. Diese haben die Notarkammern des Anwaltsnotariats durch den Rechtsfachwirt entsprechende Prüfungsordnungen eingeführt.  Die Akademie für Notarfachwirte aus Recklinghausen bietet einen Studiengang zur Vorbereitung auf die Prüfung zur Notarfachwirtin/zum Notarfachwirt durch die Westfälische Notarkammer an. An dieser Fortbildung können neben Rechtsanwalts- und Notarfachangestellten auch langjährige Notariatsmitarbeiter teilnehmen. Der Studiengang ist ausschließlich als Präsenzstudium (samstags) ausgestaltet und berufsbegleitend. Jährlich werden an jeweils verschiedenen Standorten in Westfalen/Lippe zwei Studiengänge angeboten. 
In diesem Fachbereich bietet die RENO Deutsche Vereinigung der Rechtsanwalts- und Notariatsangestellten den Studiengang Notarfachwirt mit einem Kammerabschluss in Berlin an. Das Fernstudium "Notarfachwirt" wird seit 2006 in Kooperation mit der Beuth Hochschule für Technik Berlin angeboten. Es bereitet in drei Semestern berufsbegleitend auf die von der Notarkammer Berlin durchgeführte Prüfung vor. Die Teilnehmer bearbeiten Fernstudienmaterial ("Kurseinheiten") mit Einsendeaufgaben und nehmen an Präsenzveranstaltungen teil. Abschluss ist	"Geprüfter Notarfachwirt/geprüfte Notarfachwirtin" durch die Notarkammer/n Berlin; Studienbescheinigung der Berliner Hochschule für Technik. Prüfung zur Notarfachwirtin/zum Notarfachwirt gemäß den Prüfungsordnungen der Notarkammern, insbesondere der Notarkammer Berlin. Der Fernstudiengang bereitet auf die Notarfachwirtprüfung vor und vermittelt im Wege der beruflichen Weiterbildung die dafür erforderlichen Kenntnisse, Fertigkeiten, Erfahrungen und Eignung.
Zugangsvoraussetzungen:	Rechtsanwalts- und Notarfachangestellte(r), Notarfachangestellte(r) mit einschlägiger Berufspraxis.
Dozenten sind Praktiker, also Anwälte und Notare, Richter, Rechtspfleger und Rechtsfachwirte.

## Studieninhalte
Schwerpunkte des Studiums sind Büroorganisation und -verwaltung, Personalwirtschaft und Mandantenbetreuung, Liegenschafts- und Grundbuchrecht, Familien- und Erbrecht nebst den Grundzügen des Internationalen Privatrechts und des Rechts der Freiwilligen Gerichtsbarkeit, Handels- und Gesellschaftsrecht einschließlich Registerrecht, Kosten- und Gebührenrecht, Beurkundungsrecht und Berufsrecht der Notare.

## Geprüfter Rechts- und Notarfachwirt
Zur Prüfung der Rechtsanwaltskammer Hamm ist zuzulassen, wer:
- die Abschlussprüfung in den Ausbildungsberufen Rechtsanwalts- und Notarfachangestellte mit Erfolg abgelegt hat und danach mindestens zwei Jahre in einer Rechtsanwalts- und Notarkanzlei oder nach der vorbezeichneten Prüfung mindestens zwei Jahre
- eine vergleichbare Tätigkeit ausgeübt hat

oder eine mindestens sechsjährige Berufspraxis.